# Todirești, Suceava
Todirești là một xã thuộc hạt Suceava, România. Dân số thời điểm năm 2002 là 5797 người.